# Лез Астр
Футбольний клуб «Лез Астр» (фр. Les Astres Football Club de Douala) — камерунський професійний футбольний клуб, який базується в місті Дуала. Клуб заснований у 2002 році, та проводить домашні матчі на стадіоні «Стад де ля Реуніфікасьйон» місткістю 45 тисяч глядачів. «Лез Астр» грає в Еліт Ван, найвищому футбольному дивізіоні країни. Клуб тричі ставав срібним призером чемпіонату країни, та тричі був фіналістом Кубка Камеруну.